# August Thienemann
August Friedrich Thienemann (Gotha, 7 settembre 1882 – Plön, 22 aprile 1960) è stato un limnologo tedesco.

## Biografia
Fu un limnologo, zoologo e ecologo tedesco; professore associato di Idrobiologia presso Università di Kiel.
Fu anche direttore dell'ex Hydrobiologische Anstalt der Kaiser-Wilhelm-Gesellschaft (oggi Max-Planck-Institut für Limnologie) di Plön.
Fu co-fondatore della International Society of Limnology, ma è maggiormente noto per il suo lavoro di biologo sui Chironomidae e il suo contributo alla classificazione dei laghi.
Uno dei suoi più famosi studenti fu Carmel Humphries esperto irlandese di Chironomidae.

## Pubblicazioni
- 1909 B. Farwick, F. Schröder, A. Thienemann: Bericht über die botanischen und zoologischen Exkursionen nach dem Weißenstein bei Hohenlimburg und nach der Glörtalsperre am 25. und 26. September 1909. -- S.-B. naturhist. Ver. preuß. Rheinl. Westf., E 1909: 94-101.
- 1910 Die Stufenfolge der Dinge: der Versuch eines natürlichen Systems der Naturkörper aus dem 18. Jahrhundert; Zoologische Annalen Würzburg 3, 185 - 274.
- 1911 Hydrobiologische und fischereiliche Untersuchungen an westfälischen Talsperren. -- Z. wiss. Landwirtsch., 41: 535-716. Steglitz. 371.
- 1911 Die Verschmutzung der Ruhr im Sommer 1911, in: Zeitschrift für Fischerei und deren Hilfswissenschaften 16 (1912), S. 55-86
- 1912 Der Bergbach des Sauerlandes. Faunistisch-biolozische Untersuchungen. -- Int. Rev. Ges. Hydrobiol. Biol./ Suppl. 4: 1-125. Leipzig.
- 1915 Die Chironomidenfauna der Eifelmaare; Verhandlungen des Naturhistorischen Vereins der preußischen Rheinlande und Westfalens 71
- 1918 Untersuchungen über de Beziehung zwischen dem Sauerstoffgehalt des Wassers und der Zusammensetzung der Fauna in norddeutschen Seen"; A. Hydrobiol. 12, 1 - 65.
- 1923 Geschichte der "Chironomus"-Forschung von Aristoteles bis zur Gegenwart; Deutsche Entomologische Zeitung, 515 - 540.
- 1925 Die Binnengewässer Mitteleuropas; Stuttgart
- 1927 Forschungsreisen und das System der Biologie; Zoologische Anzeiger 73, 245 - 253
- 1928 Der Sauerstoff im eutrophen und oligotrophen See; Die Binnengewässer 4, Stuttgart
- 1931 Der Produktionsbegriff in der Biologie; Arch. Hydrobiol. 22, 616 - 622
- 1939 Grundzüge einer allgemeinen Ökologie; ebda 35
- 1941 Leben und Umwelt; Leipzig
- 1951 Vom Gebrauch und vom Mißbrauch der Gewässer in einem Kulturlande; Arch. Hydrobiol. 45, 557 - 583
- 1954 Lebenseinheiten; Abhandlungen des naturwissenschaftlichen Vereins Bremen 33, 303 - 326
- 1955 Die Binnengewässer: Eine Einführung in die theoretische und angewandte Limnologie; Verständliche Wissenschaft 55, Berlin, Heidelberg und Jena.
- 1956 Leben und Umwelt: Vom Gesamthaushalt der Natur; Hamburg
- 1956 Die Binnengewässer; Stuttgart
- 1959 Erinnerungen und Tagebuchblätter eines Biologen; Ein Leben im Dienste der Limnologie; Stuttgart